# چون هیانگ جئون

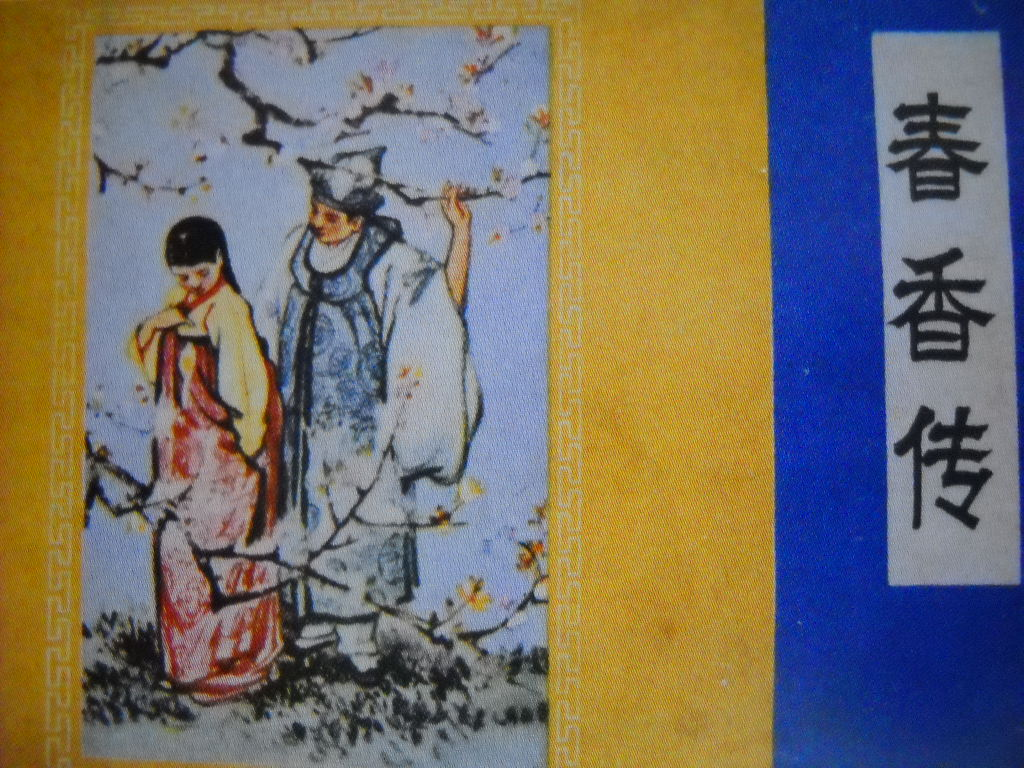
مجلد کتاب

چون هیانگ جئون، داستان چون هیانگ (انگلیسی: Chunhyangjeon) یکی از شناخته‌شده‌ترین داستانهای عاشقانه و داستانهای عامیانه کره (کشور) است. این داستان براساس چون هیانگای پانسوری، مشهورترین داستان از پنج داستان باقی مانده از پانسوری ساخته شده‌است. تاریخ ترکیب و نویسنده آن ناشناخته است و شکل فعلی آن ۱۸۳۴ ~ ۱۶۹۴ شکل گرفته‌است.